# Воскресенська сільська рада (Зоринський район)
Воскресе́нська сільська рада (рос. Воскресенский сельский совет) — сільське поселення у складі Зоринського району Алтайського краю Росії.
Адміністративний центр та єдиний населений пункт — село Воскресенка.

## Населення
Населення — 366 осіб (2019; 435 в 2010, 550 у 2002).